# Gland (Yonne)
 Gland  es una comuna y población de Francia, en la región de Borgoña, departamento de Yonne, en el distrito de Avallon y cantón de Cruzy-le-Châtel.
Su población en el censo de 1999 era de 46 habitantes.
Está integrada en la Communauté de communes du Tonnerrois .

## Demografía
| 100 | 58 | 59 | 56 | 42 | 46 |
| Para los censos de 1962 a 1999 la población legal corresponde a la población sin duplicidades (Fuente: INSEE [Consultar]) |    |    |    |    |    |